# Pinus dalatensis
Pinus dalatensis (лат.) — вид деревьев рода Сосна (Pinus) семейства сосновых (Pinaceae). Естественный ареал — Вьетнам и Лаос. Впервые вид был описан в 1960 году по экземплярам, найденным в окрестностях города Далат. Только в 1999 году были обнаружены живые экземпляры.

## Ботаническое описание
Вечнозеленое дерево высотой до 30 — 40 метров. Ствол прямой, колонновидный, достигает диаметра до 2 метров, редко до 2,5 метров. Кора ствола вначале гладкая и красновато-коричневая, позже становится шероховатой, чешуйчатой и распадается на мелкие серо-коричневые пластинки. Ветви имеют гладкую кору, стоят широко раскидисто и со временем укорачиваются. Крона вначале коническая, а у старых деревьев широко куполообразная или зонтиковидная. Игольчатые веточки тонкие и гладкие. Молодые побеги голые или волосистые, часто сначала сизоватые или матовые, а затем бледно-коричневые до красновато-коричневых.
Вегетативные почки маленькие, длиной от 6 до 12 миллиметров, конические или яйцевидные, заостр`нные и не смолистые. Стебли растут вдавленными и имеют оранжево-коричневый цвет. Хвоинки растут по пять штук в рано опадающем, 1-1,5 миллиметра длиной, базальном игольчатом влагалище. Хвоя зелёная или сизоватая, прямая, не поникающая, тонкая и гибкая, редко от 3 обычно от 5 до 10 и редко до 14 сантиметров длиной и от 0,6 до 1 редко до 1,2 миллиметра шириной. Край иглы обычно очень мелко зазубрен, конец заострен. На двух адаксиальных сторонах имеются тонкие стоматы. Формируются два смоляных канала. Хвоя остается на дереве в течение двух-трех лет.
Пыльцевые шишки растут по спирали небольшими группами у основания молодых побегов. Имеют длину 20 миллиметров, жёлтый цвет и яйцевидную или короткоцилиндрическую форму.
Семенные шишки растут поодиночке или в мутовках по два-три на крепких, длиной от 1 до 4 см, чешуевидных стеблях, вначале прямостоячих, а затем полностью маятниковых. Вначале зелёные, в зрелом возрасте тусклые или блестящие коричневые и смолистые. Размер шишек сильно варьируется, от 6 до 23 миллиметров в длину, цилиндрические или эллипсоидные, прямые или изогнутые, шириной от 5 до 9 сантиметров в раскрытом состоянии. Шишки широко раскрываются, но не падают с дерева вместе с плодоножкой до тех пор, пока через некоторое время не выйдут семена. Количество семенных чешуек зависит от размера конуса, Экенвальдер называет число около 75. Семенные чешуи плоские или лодочкообразные по форме, тонко одревесневшие и гибкие. Базальные чешуйки растут прижатыми, лишь некоторые отогнуты назад. Апофиз крупный, тонкий или только слегка утолщенный, более или менее ромбический в очертании или с округлым верхним (дистальным) краем, прямой или несколько изогнутый, полосатый или бороздчатый по направлению к умбо. Ромбовидный умбо, шириной от 4 до 10 миллиметров, вдавленный, плоский или тупой.
Семена и особенно семенные крылья различаются по размеру аналогично семенным чешуям. Семена имеют максимальную длину 8-10 миллиметров. Семенное крыло длиной от 20 до 30 миллиметров, шириной 10 миллиметров, часто с тёмной продольной полосой.

## Распространение и среда обитания
Естественный ареал вида находится в центральном высокогорье Вьетнама и в Лаосе. Вид произрастает в горах на высоте от 1400 до 2300 метров в вечнозеленом тропическом лесу. Ареал относится к 10-й зоне зимостойкости со среднегодовыми минимальными температурами от −1,1 до +4,4 °C (30-40 °F).
Вид растет небольшими группами от нескольких до 30, по другим данным 300 экземпляров в окружении вечнозеленых ангиоспермов, в основном представителей семейства буковых (Fagaceae) и лавровых (Lauraceae). Вид часто произрастает на скалистой почве и на крутых склонах, где меньше конкуренции со стороны лиственных деревьев. В более благоприятных условиях, например, на плоских горных хребтах или в предгорьях возле рек, он достигает большой высоты роста. Он встречается вместе с другими хвойными деревьями, такими как Pinus krempfii, фуцзяньский кипарис (Fokienia hodginsii) и, в самой южной части центральных гор, с широким смолистым тисом (Dacrydium elatum). Pinus dalatensis быстро достигает полога, поэтому является полутеневыносливым. Однако проросткам требуется много света, поэтому для успешного размножения вида необходимо нарушить лесной полог.
Ареал простирается примерно на 20 000 квадратных километров, хотя на самом деле вид встречается менее чем в 10 местах на площади всего около 2000 квадратных километров. Кроме того, популяции также несколько сокращаются. Однако это сокращение незначительно, и популяции находятся в районах, удаленных от крупных населенных пунктов, и поэтому относительно ненарушены. Кроме того, существует возможность обнаружения новых древостоев, поэтому вид был отнесен к категории низкого риска и не находится под угрозой исчезновения. До 1999 года вид был известен только с одного участка вблизи города Далат, после чего были обнаружены другие популяции в различных провинциях гораздо севернее и ещё один участок в Лаосе в южной части заповедника Nakai-Nam Theun. Основную угрозу представляет перевод лесов в сельскохозяйственные угодья и другие объекты инфраструктуры на более низких высотах и на юге ареала; в других районах популяции также угрожает вырубка фуцзяньского кипариса (Fokienia hodginsii).

## Систематика и история исследований
Вид был впервые описан в 1960 году Иветтой де Ферре. Видовой эпитет dalatensis относится к городу Далат (Đà Lạt), недалеко от которого были найдены первые образцы. Джон Сильба отнес таксон под названием Pinus wallichiana var. dalatensis (Ferré) к разновидности сосны гималайской (Pinus wallichiana), но это название используется только как синоним.
Pinus dalatensis — очень изменчивый вид. Можно выделить два подвида, один из которых делится на две разновидности:
- Pinus dalatensis subsp. dalatensis var. dalatensis: молодые побеги изменчиво волосистые, семенные шишки достигают длины от 6 до 16 сантиметров. Область распространения находится во Вьетнаме в провинциях Бинь Тхиен, Đắk Lắk и в Lâm Đồng в массиве Чу Янг Синь и вокруг Đà Lạt, а также в Лаосе в заповеднике Nakai Nam Theun.
- Pinus dalatensis subsp. dalatensis var. bidoupensis Businský: Молодые побеги голые, семенные шишки достигают длины от 6 до 16 сантиметров. Ареал находится во Вьетнаме в провинции Lâm Đồng на реке Bi Doup[7].
- Pinus dalatensis subsp. procera Businský (Syn.: Pinus dalatensis var. procera (Businský) Aver.): Молодые побеги обычно даже густоволосистые, а семенные шишки достигают длины от 9 до 23 сантиметров. Ареал находится во Вьетнаме в провинции Гиа Лай на реке Нгок Линь, в горах Нгок Ниай и в районе Кон Плонг, а также, возможно, через границу в Лаосе[1].

В 2014 году был выделен ещё один сорт:
- Pinus dalatensis var. anemophila (Businský) Aver. (Syn.: Pinus anemophila Businský): встречается в центральном Лаосе[7].

## Использование
Древесина Pinus dalatensis отличается высоким качеством, но этот вид редок, и деревья, как правило, вырубаются случайно. Свойства древесины аналогичны свойствам сосны гималайской (Pinus wallichiana). Вид не культивируется.